# Wojciech Pilchowicz
Wojciech Pilchowicz (ur. w 1600 roku we Fromborku, zm. w 1665 roku w Ruskowicach) – polski duchowny rzymskokatolicki, kanonik gnieźnieński i warmiński, biskup pomocniczy warmiński, kanonik gnieźnieński, dziekan łowicki, sekretarz królewski, doktor obojga praw.

## Życiorys
W 1647 został kanonikiem warmińskim z nominacji ordynariusza warmińskiego Wacława Leszczyńskiego, który był jego przyjacielem z lat młodzieńczych. Rok później wybrany biskupem pomocniczym warmińskim przez bpa Leszczyńskiego. 13 stycznia 1648 papież Innocenty X prekonizował go na to stanowisko oraz na biskupa in partibus infidelium hippońskiego (Hippo Diarrhytus lub Hippo Regius).
W czerwcu 1648 przyjął sakrę biskupią z rąk biskupa warmińskiego Wacława Leszczyńskiego.
Należał do najbliższych współpracowników bpa Leszczyńskiego. Administrował diecezją podczas jego nieobecności.
W 1662 zlecił gdańskiemu złotnikowi Piotrowi von der Rennenowi wykonanie relikwiarza św. Wojciecha dla katedry gnieźnieńskiej, mającego zastąpić wcześniejszy relikwiarz, który został skradziony. Relikwiarz fundacji bpa Pilchowicza przetrwał do 1986.
Pochowany w kolegiacie łowickiej.